# Ted Leo and the Pharmacists
Ted Leo and the Pharmacists ist eine Indie-Rock-Band aus New Jersey (gegründet in Washington D.C.) in den USA.

## Geschichte
Nachdem sich Ted Leos vorherige Band, Chisel, in den späten 1990ern auflöste, nahm er 1999 das Album Tej Leo(?), Rx/Pharmacists auf, 2000 gefolgt von Treble in Trouble. 2001 wurde Ted Leo von Lookout! Records unter Vertrag genommen. Sein dort erschienenes nächstes Album, The Tyranny of Distance, sicherte ihm rasch eine treue Fangemeinde und Lob von Kritikern. Dave Lerner, Chris Wilson und Keyboarderin Dorien Garry wurden während der Tour dieses Jahres ständige Mitglieder der Band. Zwei Jahre später folgte das Hearts-of-Oak-Album, die Veröffentlichung der Konzert-DVD Dirty Old Town und die Tell-Balgeary,-Balgury-Is-Dead-EP. Keyboarderin Garry verließ die Band vor der Aufnahme des Albums Shake the Sheets, welches im Oktober 2004 erschien. Auf diesem Album betonte man mehr als zuvor politische Aussagen. Leo vertritt liberale Ansichten und ist strenger Veganer.
2007 veröffentlichte die Band auf Touch and Go Records ihr nächstes Album Living with the Living und tourte durch Deutschland. 2010 folgte das Album The Brutalist Bricks, das von Matador Records veröffentlicht wurde.

## Diskografie

### Alben
- Tej Leo(?), Rx/Pharmacists (September 1999) Label: Gern Blandsten
- The Tyranny of Distance (Juni 2001) Label: Lookout! Records
- Hearts of Oak (Februar 2003) Label: Lookout! Records
- Shake the Sheets (Oktober 2004) Label: Lookout! Records
- Living with the Living (März 2007) Label: Touch and Go Records
- The Brutalist Bricks (März 2010) Label: Matador Records

### EPs/Singles
- Tell Balgeary, Balgury Is Dead (Oktober 2003) Label: Lookout! Records
- Sharkbite Sessions (März 2005) Label: Lookout! Records (exklusiv im iTunes Music Store)

### DVDs/Videos
- Dirty Old Town (Februar 2004) Label: Plexifilm